# Gle Garu
Gle Garu är en kulle i Indonesien.   Den ligger i provinsen Aceh, i den västra delen av landet, 1 800 km nordväst om huvudstaden Jakarta. Toppen på Gle Garu är 46 meter över havet.
Terrängen runt Gle Garu är platt åt sydväst, men åt nordost är den kuperad.Runt Gle Garu är det ganska glesbefolkat, med 50 invånare per kvadratkilometer. I omgivningarna runt Gle Garu växer i huvudsak städsegrön lövskog.